# شهرستان چاتاکوآ (نیویورک)
شهرستان چاتاکوآ (به انگلیسی: Chautauqua) واقع در ایالت نیویورک است. جمعیت این شهرستان بر اساس سرشماری سال ۲۰۱۰ آمریکا ۱۳۴۹۰۵ نفر گزارش شده‌است. مرکز شهرستان چاتاکوآ شهر میویل است.این شهرستان در تاریخ ۱۱ مارس ۱۸۰۸ بنیانگذاری شده‌است.